# Rhizobium leguminosarum eksopolisaharid glukozil ketal-piruvat-transferaza
Rhizobium leguminosarum eksopolisaharid glukozil ketal-piruvat-transferaza (EC 2.5.1.98, PssM) je enzim sa sistematskim imenom fosfoenolpiruvat:( 4,6-O-(1-karboksiethan-1,1-diil)transferaza. Ovaj enzim katalizuje sledeću hemijsku reakciju
fosfoenolpiruvat + [-alfa-(1->6)] {\displaystyle \rightleftharpoons } [-alfa-(1->6)] + fosfat
Ovaj enzim je odgovoran za piruvilaciju subterminalne glukoze u kiseloj oktasaharidnoj ponavljajućoj jedinici eksopolisaharida kod Rhizobium leguminosarum (bv. viciae soj VF39), koja je neophodna za uspostavlanje azot-fiksirajuće simbioze sa Pisum sativum, Vicia faba, i Vicia sativa.

## Literatura
- Nicholas C. Price; Lewis Stevens (1999). Fundamentals of Enzymology: The Cell and Molecular Biology of Catalytic Proteins (Third изд.). USA: Oxford University Press. ISBN 019850229X.
- Eric J. Toone (2006). Advances in Enzymology and Related Areas of Molecular Biology, Protein Evolution (Volume 75 изд.). Wiley-Interscience. ISBN 0471205036.
- Branden C; Tooze J. Introduction to Protein Structure. New York, NY: Garland Publishing. ISBN 0-8153-2305-0.
- Irwin H. Segel. Enzyme Kinetics: Behavior and Analysis of Rapid Equilibrium and Steady-State Enzyme Systems (Book 44 изд.). Wiley Classics Library. ISBN 0471303097.
- William P. Jencks (1987). Catalysis in Chemistry and Enzymology. Dover Publications. ISBN 0486654605.

## Spoljašnje veze
- Rhizobium+leguminosarum+exopolysaccharide+glucosyl+ketal-pyruvate-transferase на 